# Municipalité du district de Kelmė
La municipalité du district de Kelmė (en lituanien : Kelmės rajono savivaldybė) est l'une des soixante municipalités de Lituanie. Son chef-lieu est Kelmė.

## Seniūnijos de la municipalité du district de Kelmė
- Kelmės seniūnija (Kelmė)
- Kelmės apylinkių seniūnija (Naudvaris)
- Kražių seniūnija (Kražiai)
- Kukečių seniūnija (Kukečiai)
- Liolių seniūnija (Lioliai)
- Pakražančio seniūnija (Griniai)
- Šaukėnų seniūnija (Šaukėnai)
- Tytuvėnų seniūnija (Tytuvėnai)
- Tytuvėnų apylinkių seniūnija (Tytuvėnai)

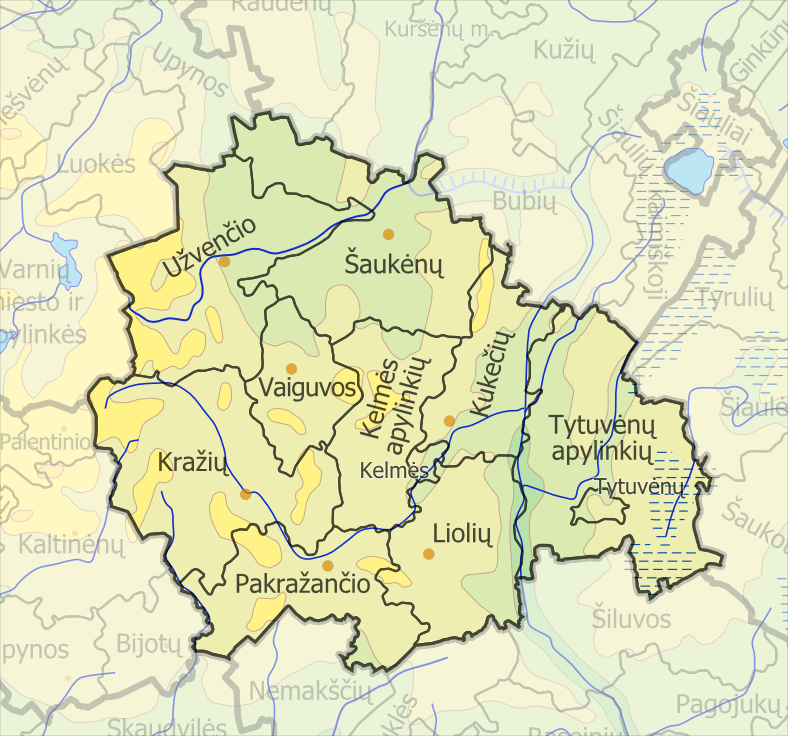
Seniūnijos de la municipalité du district de Kelmė.

- Užvenčio seniūnija (Užventis)
- Vaiguvos seniūnija (Vaiguva)